# ملا عبد الله (الريف الغربي)
ملا عبد الله (الريف الغربي) (بالفارسية: ملاعبدالله) هي منطقة سكنية تقع في إيران في قسم الريف الغربي الريفي. يقدر عدد سكانها بـ 49 نسمة .